# Le Chemin (chanson)
Pour les articles homonymes, voir Le chemin.
Singles de Kyo
Il est temps Dernière Danse
Pistes de Le Chemin
Je cours
Le Chemin est une chanson de Kyo en duo avec Sita, sortie en single en novembre 2002, puis en 2003 sur l'album du même nom.

## Historique
Cette chanson décrit le parcours difficile de deux amours, de la haine à l'amour. C'est le premier grand succès du groupe.
En 2004, la chanson reçoit le NRJ Music Award de la « Chanson francophone de l'année ».

## Classement des ventes
| Pays                                    | Meilleure position |
| --------------------------------------- | ------------------ |
| Belgique (Wallonie Ultratip 50)         | 8                  |
| Belgique (Wallonie Ultratop 50 Singles) | 4                  |
| France (SNEP)                           | 12                 |
| Pays-Bas (Nederlandse Top 40)           | 60                 |
| Suisse (Schweizer Hitparade)            | 14                 |